# 放射率
放射率（ほうしゃりつ、英: emissivity）は、物体が熱放射で放出する光のエネルギー（放射輝度）を、同温の黒体が放出する光（黒体放射）のエネルギーを 1 としたときの比である。0 以上 1 以下の値（無次元量）であり、物質により、また、光の波長により異なる。
キルヒホッフの法則によると、放射率εと吸収率αは等しい：
ε = α
また、エネルギー保存則から、ある波長の光が物体に当たった時、反射率ρ、透過率τ、吸収率αの和は 1 になる：
ρ + τ + α = 1
もしも、物体が十分に厚ければ、透過率τは 0 になる。すると
ρ + α = 1
となる。この式に上記のキルヒホッフの法則を使うと
ρ = 1 - ε
となる。すなわち、放射率εが大きければ反射率は小さく、逆に小さければ反射率は大きい。このことから、光をなるべく反射するには、放射率の小さな素材で物体表面を覆えばよいということがわかる。
例えば、消防士の着る耐熱服の表面が金属でコーティングされているのは、金属の放射率が広範囲の波長において低い（反射率が高い）ためである。高温な物体から照射される熱放射を反射することにより、消防士の体を高温から守るのである。

## 値の例
各物質について、放射率εは以下の程度の値をとる。
- アルミニウム　　0.02－0.1
- 鉄（酸化面）　　0.5-0.9
- ゴム　　　　　　0.95
- セラミック　　　0.95